# Parafia św. Mikołaja i Matki Bożej Szkaplerznej w Korytach
Parafia świętego Mikołaja i Matki Bożej Szkaplerznej w Korytach – parafia rzymskokatolicka, znajdująca się w diecezji kaliskiej, w dekanacie Dobrzyca.